# NEC PC 6001
NEC PC 6001 (PC 6001) је кућни рачунар фирме NEC који је почео да се производи у Јапану током 1981. године.
Користио је PD 780c-1 (компатибилан са Z80) микропроцесорску јединицу а РАМ меморија рачунара је имала капацитет од 16 KB (до 32 KB). 

## Детаљни подаци
Детаљнији подаци о рачунару PC 6001 су дати у табели испод.
|                       |                                                         |
| 6001                  |                                                         |
| Произвођач            |                                                         |
| Тип                   | кућни рачунар                                           |
| Меморија              | 16 (до 32 )                                             |
| Поријекло             | Јапан                                                   |
| Година                | 1981                                                    |
| Тастатура             | Chicklet тастатура, 71 тастер, стандардни распоред      |
| Процесор              |                                                         |
| Фреквенција процесора | 3,8                                                     |
| RAM                   | 16 (до 32 )                                             |
| ROM                   | 16 (Basic) + 4 (карактер ROM)                           |
| Текст                 | 32 x 16                                                 |
| Графика               | 256 x 192 / 256 x 128 / 128 x 192 / 128 x 128 / 64 x 48 |
| Боја                  | монохроматски (256 x 192) / 2 (128 x 192) / 9 (64 x 48) |
| Звук                  | 3 канала, 8 октава (General Instruments AY-3-8910)      |
| Димензије             | непознато                                               |
| Портови               |                                                         |
| Оперативни систем     | [[]]                                                    |